# 羅馬統帥級輕巡洋艦
羅馬統帥級輕巡洋艦（義大利語：Classe Capitani Romani）是一款曾服役於義大利皇家海軍的輕巡洋艦。本級艦的出現是為了應對法國海軍空想級驅逐艦與莫加多爾級驅逐艦所造成的威脅。義大利海軍於1939年下半年訂購了12具艦體，但最終僅有四艘完工，其中三艘更是在1943年義大利投降前完成的。本級艦的命名依據均來自古羅馬的知名人物。

## 設計

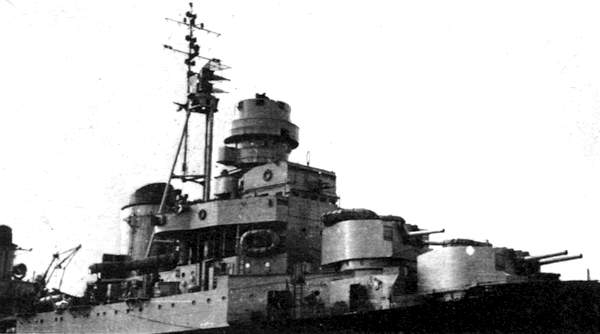
非洲征服者西庇阿號的艦艏炮塔。

羅馬統帥級最初被義大利海軍定位為「遠洋偵察艦」（Esploratori Oceanici），但亦有部分學者認為其應該屬於噸位較重的重型驅逐艦。
本級艦的設計包含一具高度輕量化且幾乎無裝甲的艦體、高輸出功率的動力組件與傳統輕巡洋艦式的武裝。原始設計曾被修改以達到義大利海軍對速度與火力的要求。在後續的發展中，本級艦動力組件的最大輸出功率可達125,000匹馬力；這樣的功率表現與排水量達17,000噸的美國海軍得梅因級重巡洋艦相當，且全速前進時的極速可達41節（76每小時），但其代價就是艦體基本沒有任何裝甲保護。三艘已竣工的同級艦在海上公試時更達到43節（80每小時）的最高速度。羅馬統帥級搭載八門135毫米45倍徑艦炮作為主要武裝，其射擊速率為每分鐘八發，有效射程則為19,500公尺。此外，艦上亦搭載八具533毫米魚雷發射管。依照不同資料來源，戰時的戰鬥搭載將使本級艦的行動速度減少一至五節不等。

## 作戰歷史
羅馬統帥級輕巡洋艦中僅有「非洲人西庇阿號」參與過實戰。該艦配備義大利研製的EC.3貓頭鷹雷達。1943年7月17日，該艦受命自拉斯佩齊亞前往塔蘭托；航程途中，在通過義大利南方的墨西拿海峽時發現四艘英國皇家海軍所屬的魚雷快艇；前者隨即開火，並成功在雷焦卡拉布里亞外海擊沉了MTB 316號魚雷快艇，同時重創了MTB 313號。數十名英國水手在這場歷時不超過三分鐘的戰鬥中陣亡，而非洲人西庇阿號則僅受到輕微損傷，並有兩名官兵負傷。該艦最終於上午9:46抵達目的地塔蘭托；其優秀的機動性能是決定該場戰鬥結果的最主要因素。
在進入愛奧尼亞海後，非洲人西庇阿號自同年8月4日至17日止與雇傭兵隊長級輕巡洋艦的五號艦「路易吉·卡多納號」一同在塔蘭托灣與斯奎拉切灣等地安放了大量水雷。
非洲人西庇阿號曾於1942年11月7日遭英國皇家海軍安靜號潛艇所發射的魚雷擊中；其艦艏嚴重受損，並因此在船塢中停留了數個月。在義大利於1943年9月9日投降後，非洲人西庇阿號便遭盟軍扣押於西班牙梅諾卡島的馬翁。

## 同級艦
羅馬統帥級輕巡洋艦中有四艘在下水前便遭拆解，另有五艘建造中的未成艦於1943年9月為德軍所擄獲；該五艘艦均遭德軍於港口內鑿沉，但稍後其中一艘艦的殘骸被打撈起來並完成建造工程。僅有三艘艦於義大利投降前完工。
| 艦名                                   | 名稱來源                                 | 承造商               | 動工           | 下水           | 完工          | 服役歷史 |
| -------------------------------------- | ---------------------------------------- | -------------------- | -------------- | -------------- | ------------- | --- |
| 阿蒂利奧·雷古魯號 Attilio Regolo       | 馬爾庫斯·阿蒂利烏斯·雷古魯斯             | 奧蘭多兄弟海軍造船廠 | 1939年9月28日  | 1940年8月28日  | 1942年5月15日 | 1942年8月列裝作為佈雷艦使用，直至同年11月遭魚雷重創為止。1948年移交法國海軍，更名為「沙托雷諾號」（Châteaurenault）。                                                    |
| 卡約·馬里奧號 Caio Mario               | 蓋烏斯·馬略                              | 奧蘭多兄弟海軍造船廠 | 1939年9月28日  | 1941年8月17日  | —             | 於拉斯佩齊亞遭德軍俘虜，當時僅有艦身完工。後來作為漂浮油料槽使用，1944年解體。                                                                                           |
| 克勞迪奧·德魯索號 Claudio Druso        | 尼祿·克勞狄·德魯蘇斯                     | 特里戈索·里奧造船廠  | 1939年9月27日  | —              | —             | 建造工程於1940年6月取消。1941年至1942年2月間拆解。 |
| 克勞迪奧·蒂貝里奧號 Claudio Tiberio    | 提貝里烏斯                               | 奧蘭多兄弟海軍造船廠 | 1939年9月28日  | —              | —             | 建造工程於1940年6月取消。1941年至1942年2月間拆解。 |
| 科爾內利歐·錫拉號 Cornelio Silla       | 盧基烏斯·科爾內利烏斯·蘇拉               | 安薩爾多             | 1939年10月12日 | 1941年6月28日  | —             | 於熱那亞整裝時遭德軍俘虜，從未完工。1944年7月間遭盟軍空襲而沉沒。 |
| 朱利奧·日耳曼尼科號 Giulio Germanico   | 日耳曼尼庫斯                             | 斯塔比亞海堡皇家船廠 | 1939年4月3日   | 1941年7月26日  | —             | 建造過程中於斯塔比亞海堡遭德軍俘獲，1943年9月28日遭解體。戰後義大利海軍將其殘骸重新組裝並繼續建造。更名為「聖馬可」（San Marco），並於1971年退役前均作為嚮導驅逐艦使用。 |
| 奧古斯都屋大維亞諾號 Ottaviano Augusto | 奧古斯都                                 | 第勒尼安海聯合造船廠 | 1939年9月23日  | 1941年4月28日  | —             | 建造過程中於安科納遭德軍俘獲；1943年11月1日在盟軍空襲中沉沒。 |
| 保羅·埃米利奧號 Paolo Emilio           | 盧基烏斯·埃米利烏斯·保盧斯·馬其頓尼庫斯  | 安薩爾多             | 1939年10月12日 | —              | —             | 建造工程於1940年6月取消。1941年10月至1942年2月間拆解。 |
| 龐培·馬格諾號 Pompeo Magno             | 格奈烏斯·龐培                            | 第勒尼安海聯合造船廠 | 1939年9月23日  | 1941年8月28日  | 1943年6月4日  | 戰後更名為「聖喬治號」（San Giorgio），作為嚮導驅逐艦使用直至1963年為止。1965年成為訓練艦；1980年退役解體。                                                              |
| 非洲人西庇阿號 Scipione Africano       | 征服非洲的普布利烏斯·科爾內利烏斯·西庇阿 | 奧蘭多兄弟海軍造船廠 | 1939年9月28日  | 1941年1月12日  | 1943年4月23日 | 1948年移交法國海軍，原先命名為「S7」，稍後更名為「吉尚號」（Guichen）；1979年解體。                                                                                      |
| 奧皮歐·圖拉真號 Ulpio Traiano          | 圖拉真皇帝                               | 巴勒莫船廠           | 1939年9月28日  | 1942年11月30日 | —             | 1943年1月3日在巴勒摩建造時遭英軍載人魚雷擊沉。 |
| 維普撒尼歐·阿格里帕號 Vipsanio Agrippa | 瑪爾庫斯·維普撒尼烏斯·阿格里帕           | 特里戈索·里奧造船廠  | 1939年10月     | —              | —             | 建造計畫於1940年6月間取消。1941年1月至1942年8月間解體。 |

## 戰後服役於法國海軍

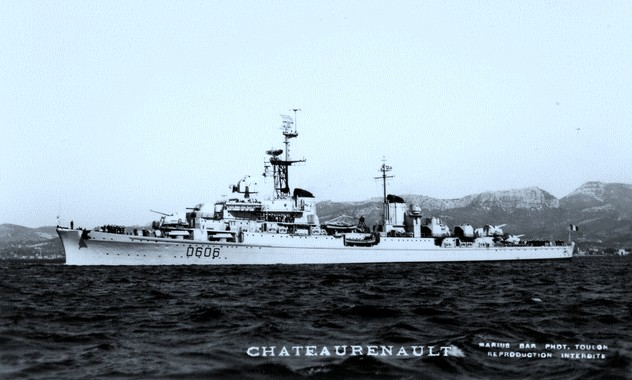
法國海軍沙托雷諾號輕巡洋艦（舷號D606），即前阿蒂利奧·雷古魯號。

「阿蒂利奧·雷古魯號」與「非洲人西庇阿號」於戰後移交法國海軍作為戰爭賠償。兩艦分別更名為「沙托雷諾號」與「吉尚號」，且均於1951年至1954年間由新福爾地中海建造公司按照法國海軍的需求進行大幅改裝，改裝內容主要集中於增強防空火力與射控系統。兩艘艦均於1961年間退役。

## 戰後服役於意大利海軍

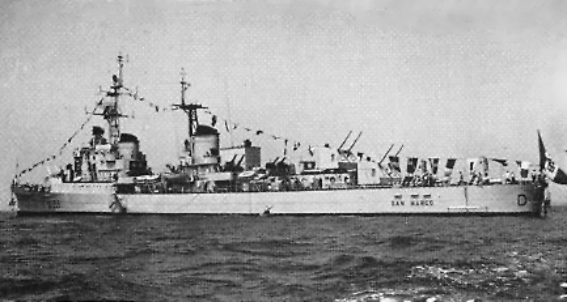
聖馬可號嚮導驅逐艦，即前朱利奧·日耳曼尼科號輕巡洋艦，攝於1959年。

朱利奧·日耳曼尼科號與龐培·馬格諾號於戰後服役於新成立的義大利海軍，分別更名為「聖馬可號」與「聖喬治號」。兩艦於1951年至1955年間均獲得大幅改裝，並廣泛裝設美制武器與雷達。
聖馬可號於1963年至1965年間被進一步改裝為海軍官校訓練艦，並裝設了柴燃聯合動力組件。新型76毫米炮取代了舊有的40毫米機炮。聖馬可號於1971年除役，而聖喬治號則於1980年除役。

### 圖書
- Gardiner, Robert; Brown, David K. . Conway Maritime Press. 2004. ISBN 0-85177-953-0.
- Bishop, Chris. . Sterling Publishing Company, Inc. 2002. ISBN 1-58663-762-2.
- Chesnau, Roger (编). . Conway Maritime Press. 1980. ISBN 0-85177-146-7.
- Fraccaroli, Aldo. . London: Ian Allan. 1968: 9–10.

## 外部連結
- Photos of Capitani Romani ships （页面存档备份，存于）
- Details of Regia Marina ships captured by the Germans （页面存档备份，存于）